# Christopher From Björk
Christopher From Björk, född 28 mars 1987 i Stockholm, är en svensk före detta professionell ishockeyspelare.
Som junior har han bl.a. spelat för Hammarby IF, Djurgårdens IF samt 49 juniorlandskamper för Tre Kronor.
Christopher debuterade i Elitserien säsongen 2005/2006 för Djurgårdens IF. 